# Stonawa
Stonawa (cz. Stonava, niem. Steinau) – wieś gminna i gmina w Czechach, w kraju morawsko-śląskim, w powiecie Karwina. Historycznie leży na Śląsku Cieszyńskim, dużą mniejszość stanowią Polacy (25,8% w 2001) i Słowacy (7,7%). Miejscowość znajduje się w Ostrawsko-Karwińskim Zagłębiu Węglowym, funkcjonuje tu kopalnia ČSM, spółki akcyjnej OKD, zatrudniająca również licznych górników z Polski.

## Geografia
Miejscowość położona jest w Kotlinie Ostrawskiej, na wysokości ok. 190 m n.p.m. Przez miejscowość przepływa rzeka Stonawka, lewy dopływ Olzy. Na północy i wschodzie graniczy z Karwiną (z Kopalniami i Darkowem na północy, a z Łąkami na wschodzie), na zachodzie z Suchą Górną, a na południu z Olbrachcicami.

## Historia
Po raz pierwszy miejscowość wymieniono w źródłach być może w 1388 roku jako Stozna (Stoena), natomiast pierwsza pewna wzmianka jako Stonawa pochodzi z 1432. Miejscową parafię pw. św. Marii Magdaleny założono na przełomie XIV i XV wieku i po raz pierwszy wzmiankowano w spisie parafii dekanatu cieszyńskiego w 1447 jako Stinavia. W okresie reformacji miejscowy kościół został przejęty przez ewangelików. Katolikom został zwrócony w 1654, jednak ich liczba była zbyt mała, aby reaktywować samodzielną parafię, stąd przez następne stulecia Stonawa stanowiła filię parafii w Karwinie. W XVIII wieku po raz pierwszy pojawiła się niemieckojęzyczna nazwa Steinau.
Po zniesieniu poddaństwa miejscowość stanowiła gminę na Śląsku Austriackim, w powiecie sądowym Frysztat, najpierw w powiecie cieszyńskim, potem w samodzielnym powiecie politycznym Frysztat. Tradycyjnie zamieszkała była przez polskojęzycznych Lachów posługujących się odmianą gwary cieszyńskiej. Już pod koniec XVIII wieku w okolicy odnaleziono pokłady węgla, co przyczyniło się do rozwoju ekonomicznego i demograficznego okolicy, jak i samej Stonawy, szczególnie w drugiej połowie XIX wieku. W 1869 otwarto niezwykle ważną Kolej Koszycko-Bogumińską z przystankiem w Stonawie, jednak o nazwie Darków (zlikwidowanym w 1967). W 1850 roku wieś liczyła 1006 mieszkańców, a do 1910 wzrosła do blisko 4000 osób, m.in. dzięki znacznej imigracji z Galicji. Stonawscy ewangelicy przybyli natomiast głównie z pobliskich miejscowości, w 1858 założyli własny cmentarz. W 1900 wybudowano szkołę ewangelicką. W 1909 roku, kiedy funkcjonowała tu stacja kaznodziejska, luteranie stanowili około 20% mieszkańców. W 1910 roku katolicy wybudowali obecny kościół pw. Marii Magdaleny, stanowiący „perłę” architektury sakralnej w regionie. Kościół ewangelicki naprzeciwko cmentarza wybudowano w 1938. Samodzielny zbór Śląskiego Kościoła Ewangelickiego Augsburskiego Wyznania w Stonawie powstał dopiero w 1950.
Pod względem politycznym miejscowość była zdominowana przez socjalistów. W 1905 otwarto budynek Domu Robotniczego, jedynego w swoim rodzaju na Śląsku Cieszyńskim. W pierwszych powszechnych wyborach do parlamentu wiedeńskiego w latach 1907 i 1911 dwukrotnie wygrał tu ze znaczną przewagą nad konkurentami Tadeusz Reger z ramienia PPSD.
Po I wojnie światowej doszło do wybuchu polsko-czechosłowackiego konfliktu granicznego. Według porozumienia lokalnych organów władzy, RNKC i ZNV, Stonawa, jako miejscowość blisko w stu procentach polskojęzyczna, w 3/4 orientacji narodowo-polskiej, została podporządkowana administracji polskiej. Po wybuchu wojny polsko-czechosłowackiej 23 stycznia 1919 Stonawa została zajęta przez Czechosłowację. 26 stycznia 1919 roku w czasie walk o Stonawę zginęło 21 polskich obrońców z których 5-7 zostało zamordowanych po dostaniu się do niewoli, co jest przez stronę polską uważane za największą czechosłowacką zbrodnię wojenną.  Dziś w miejscowości znajduje się ich zbiorowa mogiła. 3 lutego 1919 wyznaczono nową linię demarkacyjną, która dawała Czechosłowacji kontrolę nad Koleją Koszycko-Bogumińską na północ od Cieszyna, wraz ze Stonawą. W następujących rokowaniach najpoważniejszą propozycją podziału była tzw. linia Tissiego lub linia Larischa, według której Stonawa miałaby być przydzielona Polsce, co nie zostało zrealizowane. Ostatecznie Stonawa znalazła się w granicach Czechosłowacji zgodnie z arbitralną decyzją podziału Rady Ambasadorów w lipcu 1920 roku.
W 1930 roku Stonawa liczyła rekordowe 4819 mieszkańców. W październiku 1938 roku, po zawarciu układu monachijskiego, Stonawa wraz z resztą tzw. Zaolzia została zaanektowana przez Polskę, następnie po wybuchu II wojny światowej należała do powiatu Teschen. Po wojnie wróciła pod władzę Czechosłowacji. W latach 50. XX wieku wykonano tu odwierty badawcze, które potwierdziły istnienie warstw węglonośnych pochodzących z okresu karbonu. Na tej podstawie zapadła decyzja o budowie kopalni ČSM w 1959. W 1961 roku w Stonawie żyło 4511 osób, a w 1970 roku jeszcze 4036, jednak w następnych latach liczba ta zaczęła drastycznie spadać, kiedy to zaczęła cierpieć na skutek szkód górniczych. Mieszkańcy wyprowadzali się przede wszystkim do nowych osiedli z wielkiej płyty budowanych w pobliskich miastach. W 1980 roku Stonawa liczyła 2516, a w 1991 roku 1714 mieszkańców. 20 grudnia 2018 r. w miejscowości doszło do katastrofy górniczej w kopalni ČSM.

## Ludność
| Rok             | 1850 | 1869 | 1880 | 1890 | 1900 | 1910 | 1921 | 1930 | 1950 | 1961 | 1970 | 1980 | 1991 | 2001 | 2018 |
| --------------- | ---- | ---- | ---- | ---- | ---- | ---- | ---- | ---- | ---- | ---- | ---- | ---- | ---- | ---- | ---- |
| Liczba ludności | 1006 | 1516 | 2040 | 2339 | 3135 | 3952 | 3831 | 4819 | 4500 | 4511 | 4036 | 2569 | 1714 | 1809 | 1851 |

W powiecie Karwina jest to jedna z gmin o największym odsetku mniejszości polskiej. Polakiem jest także Andrzej Feber, jej pięciokrotny starosta (wójt), były senator. Funkcjonuje tu niewielka Szkoła Podstawowa z Polskim Językiem Nauczania. Obok czeskiego odbywają się tu również msze i nabożeństwa w języku polskim w miejscowych parafii rzymskokatolickiej i zborze ewangelickim.

## Ludzie związani ze Stonawą
- Augustyn Łukosz – polski polityk urodzony w Stonawie
- Władysław Santarius – duchowny luterański urodzony w Stonawie
- Engelbert Guzdek – zbrodniarz wojenny, „Kat Powiśla”

## Religia
Na terenie wsi działalność duszpasterską prowadzą następujące kościoły:
- Śląski Kościół Ewangelicki Augsburskiego Wyznania – zbór w Stonawie
- Kościół Rzymskokatolicki – parafia pw. św. Marii Magdaleny

## Galeria

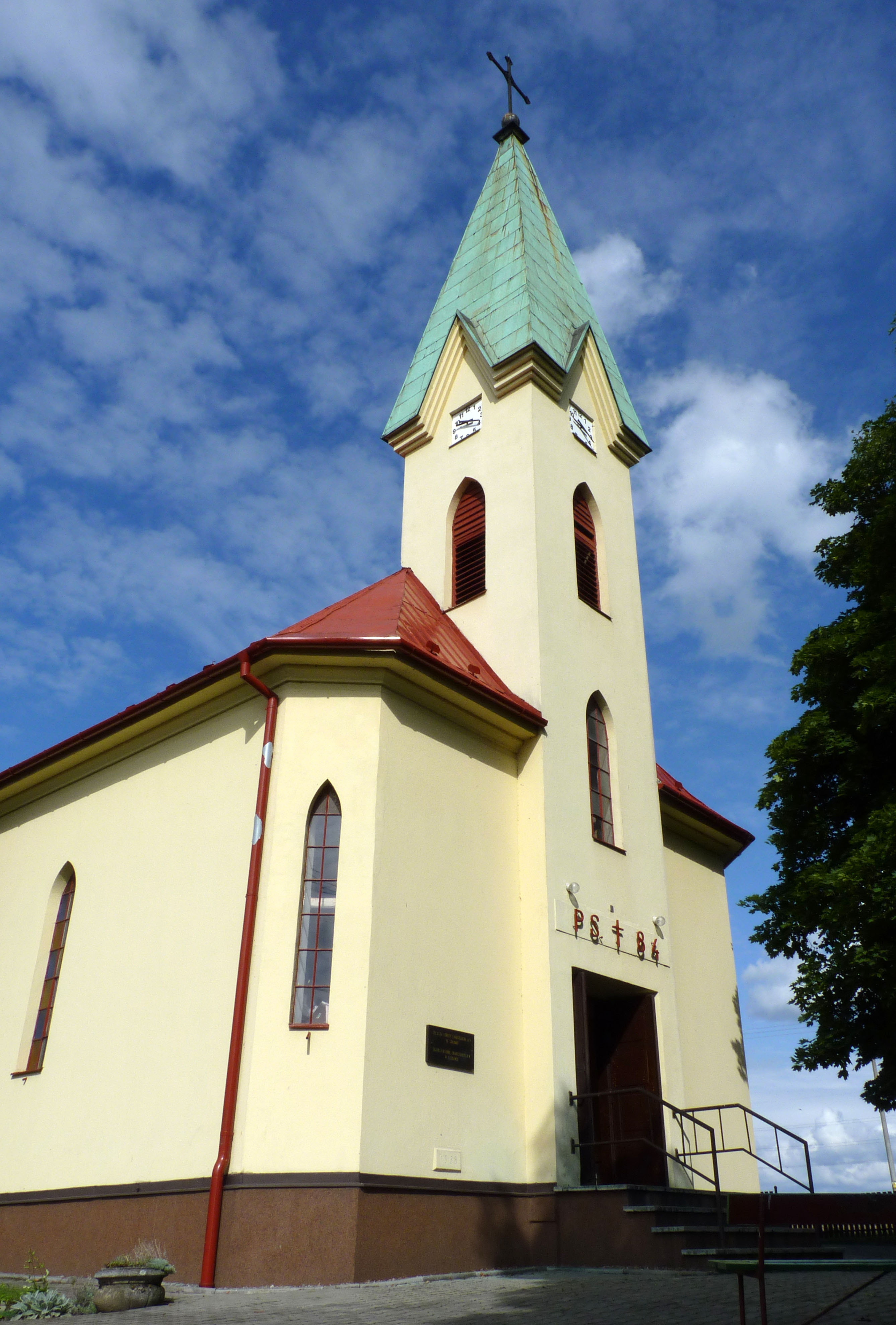
Kościół luterański
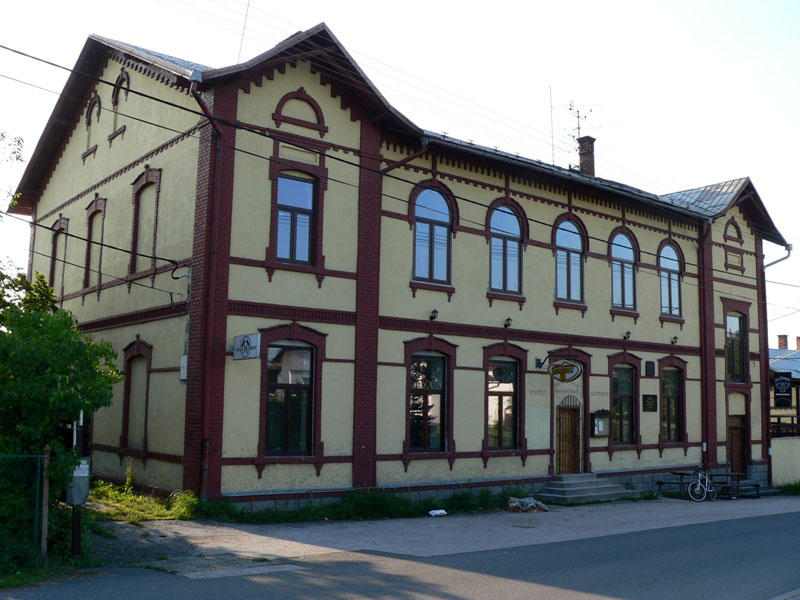
Dom Robotników
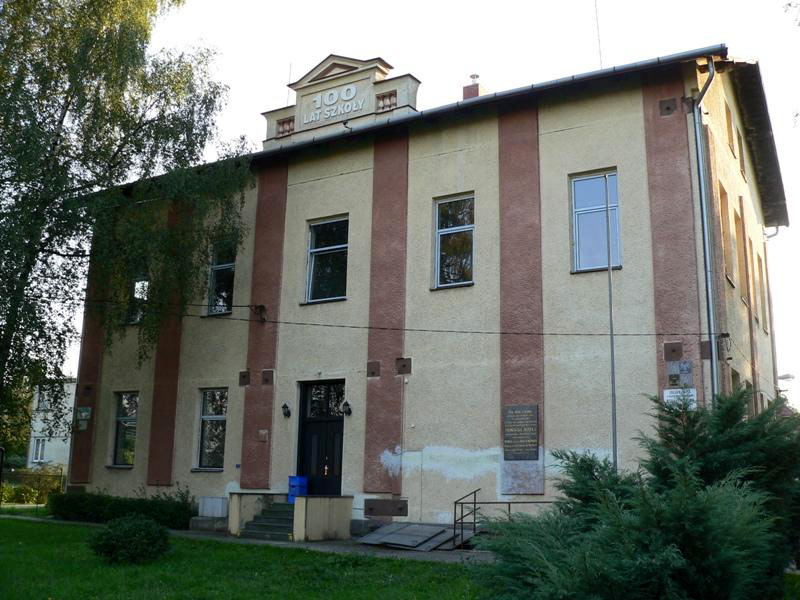
Polska szkoła podstawowa
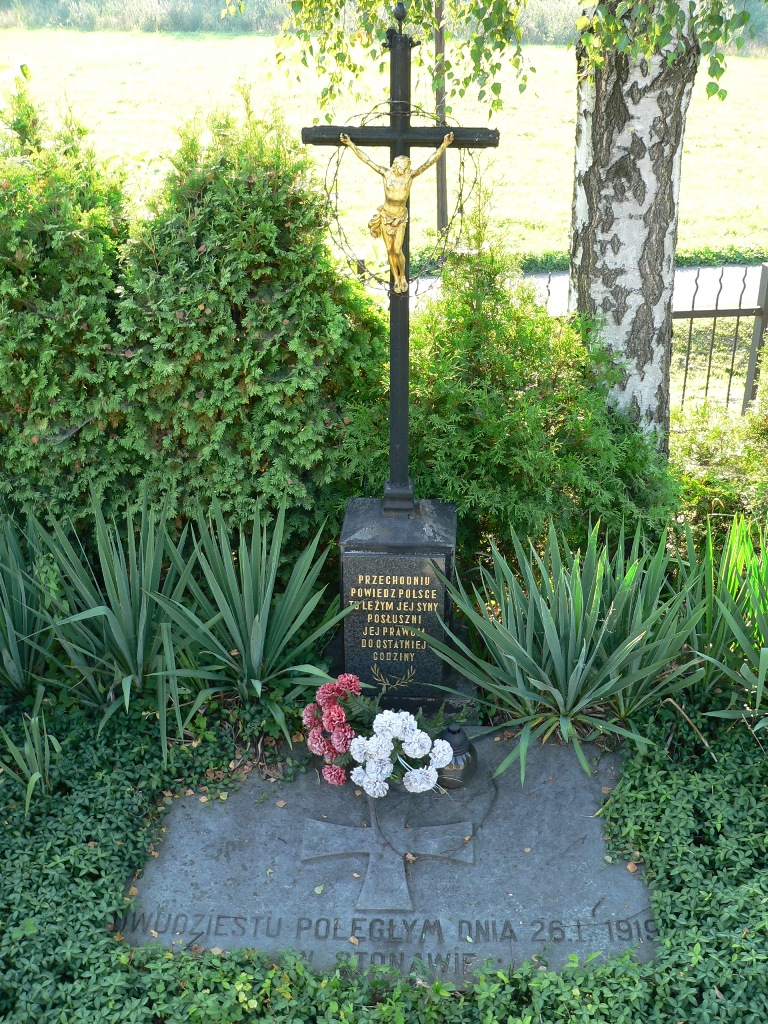
Zbiorowa mogiła polskich żołnierzy
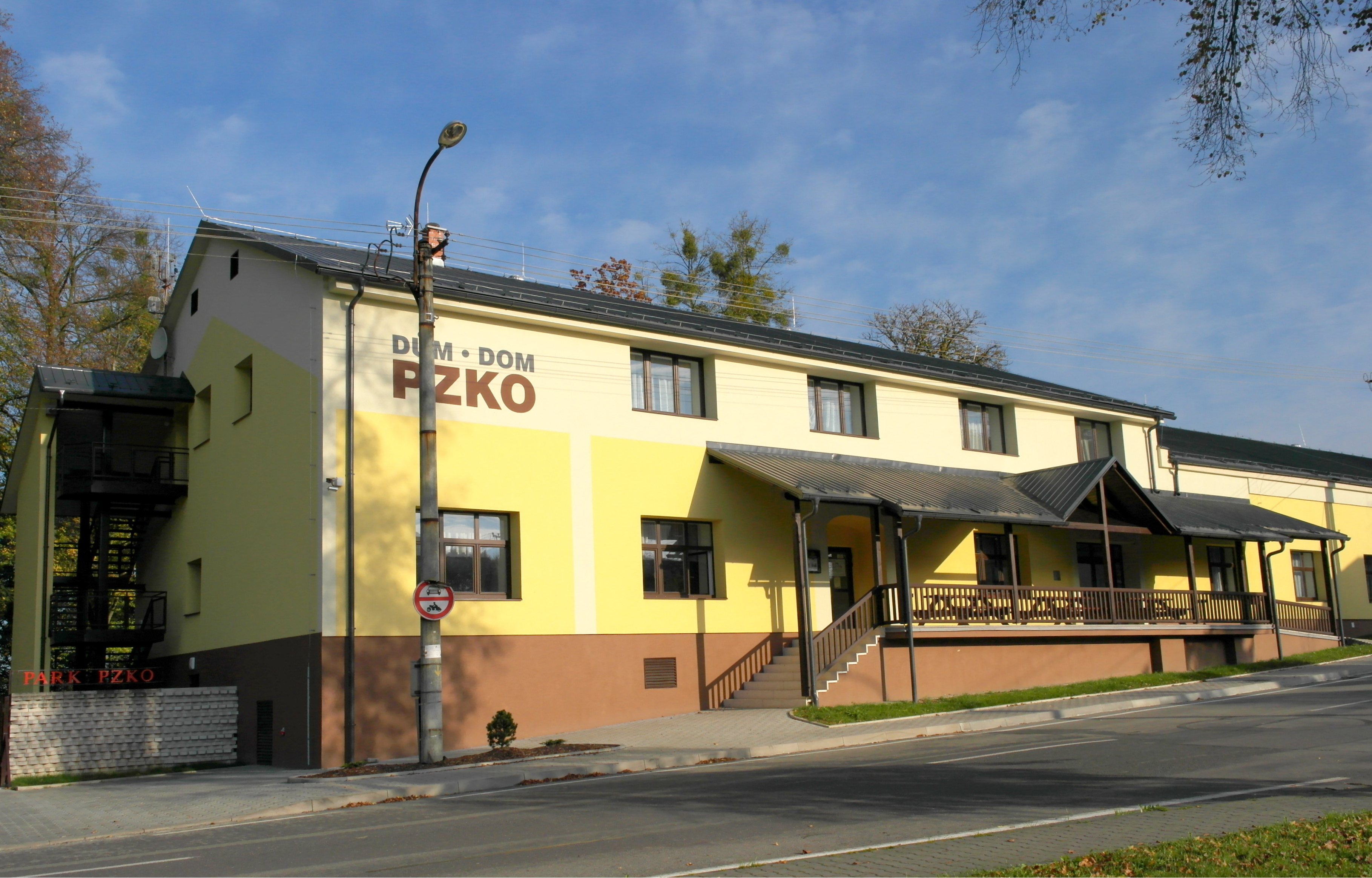
Polski Dom PZKO